# Marián Zeman
Marián Zeman (Bratislava, 7 luglio 1974) è un ex calciatore slovacco, di ruolo difensore.